# Don Backy

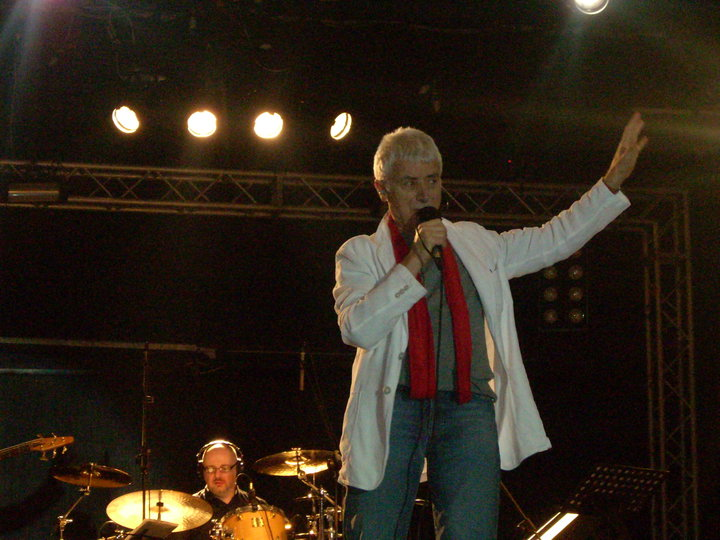
Don Backy (2011)

Don Backy (eigentlich Aldo Caponi, * 21. August 1939 in Santa Croce sull’Arno) ist ein italienischer Sänger und Schauspieler.

## Leben
Backy trat ab dem Alter von sechzehn Jahren mit einer Amateurgruppe als Interpret gerade gängiger amerikanischer und englischer Hits auf und wechselte 1961 unter dem Pseudonym Agaton ins Profilager. Er gehörte bis 1968 dem Clan um Adriano Celentano an und konnte bis Anfang der 1980er Jahre eine Reihe von Erfolgstiteln einspielen, darunter Fuggiasco, Amico, L’amore, L’immensità oder sein Nummer-eins-Hit des Jahres 1968, Canzone. 1967 und 1969 nahm er am Sanremo-Festival teil. Neben seinem Gesang arbeitete er als Autor, Maler und Filmkomponist – z. B. für Tscherwona Ruta.
Nach einigen Auftritten in Gastrollen begann er 1967 auch eine Karriere als Schauspieler, die er bis 1975 verfolgte. Er war sowohl der sexy Held in Die nackte Stute und Der Pfaffenspiegel als auch der Frauenschlitzer Busturi in Wild Dogs im Gespann mit George Eastman. Don Backy war in zahlreichen anspruchslosen Kommerzfilmen zu sehen, spielte aber auch unter Carlo Lizzani in Die Banditen von Mailand und den homosexuellen Helden in Die Degenerierten; 1981 trat er für Bernardo Bertolucci nochmals vor die Kamera.

## Veröffentlichungen (Auswahl)

### LPs
- 1965 – L'amore (Clan Celentano ACC S LP 40005)
- 1968 – Casa bianca (Clan Celentano ACC LP 40009)
- 1969 – Le 4 stagioni di Don Backy (Amico DB LP 7001)
- 1971 – Fantasia (CGD FGL-5085)
- 1973 – Io più te (RCA Italiana DPSL 10613)
- 1978 – Sognando (Ciliegia Bianca CBL 80001)
- 1979 – Vivendo cantando (Ciliegia Bianca CBM 8002)
- 1981 – Difetti e virtù (Ciliegia Bianca CBM 8003)
- 1984 – Spring, Summer, Autumn, Winter (Forever FE 32702)
- 1988 – Rock'n'Roll (Ciliegia Bianca 2NEM 47301)
- 1990 – Finalmente (New Enigma NEM 47734)
- 1992 – Sulla strada (Ciliegia Bianca CBM 8004)
- 1994 – Per amore per rabbia
- 1998 – Memorie di un Juke Box
- 2003 – Signori si nasce e io lo nacqui
- 2010 – Il mestiere delle canzoni CD (Ciliegia Bianca)
- 2015 – A noi piacevano gli Everly Brothers
- 2017 – Pianeta donna

### Bücher
- 1967: Io che miro il tondo, Feltrinelli
- 1970: Cielo 'O Connors & Franz il Guercio, soci a Parigi, Leti
- 1974: Radiografia a un pupazzo di neve, Giardini
- 1985: L'Inferno, Gruppo Editoriale Lo Vecchio
- 2001: C'era una volta il Clan (memorie di un juke box, '55-'69), Edizioni Ciliegia Bianca, Rom
- 2002: Clanirycon, L'isola che c'è

## Filmografie (Auswahl)
- 1968: Die Banditen von Mailand (Banditi a Milano)
- 1969: Der blauäugige Bandit (Barbagia (La società del malessere)) (& Musik)
- 1969: Die Degenerierten (Satyricon)
- 1970: Das Gesetz des Schweigens (E venne il giorno dei limoni neri)
- 1972: Der Pfaffenspiegel (Quando le donne si chiamavano madonne)
- 1972: Una cavalla tutta nuda (auch Musik)
- 1972: Poppea, die Hure von Rom – Messalina II (Poppea, una prostituta al servizio dell'impero)
- 1973: Zwei Halunken "stürmen" Troja (Elena sì, ma… di Troia)
- 1974: Prügel, daß die Fetzen fliegen (A forza di sberle)
- 1974: Wild Dogs (Cani arrabbiati)
- 2000: Brot und Tulpen (Pane e tulipani)